# Хатиашвили, Николоз
Николоз (Ника) Хатиашвили (родился 22 мая 1992 года в Тбилиси) — грузинский регбист, игрок команды «Блэк Лайон».

## Клубная карьера
До 15 лет занимался боксом, выступал в тяжелом весе. После переключился на регби. Профессиональную карьеру начал во французском клубе «Орийак» из Про Д2, куда прибыл летом 2014 года. Провел в клубе 4 года и в апреле 2018 перебрался в японский «Санвулвз» , став вторым грузинским регбистом в стане японской франшизы. В «Санвулвз» провел всего три матча (3 выхода на замену и всего 33 минуты игрового времени) и вернулся во Францию. Зимой 2019 года прибыл на учебно-тренировочный сбор «тяжмашевцев». По итогам сборов был включен в заявку на матчи Континентального щита. После матчей с «Тимишоарой» вместе с рядом других игроков подписал полноценный контракт. В чемпионате страны дебютировал в матче против «Славы» и сразу вышел в стартовом составе.

## Карьера в сборной
В 2015 году получил вызов на тест-матчи главной команды. Дебютировал против Уругвая 13 июня 2015 года. Последний на сегодня матч сыграл 26 июня 2016 против Фиджи.

## Интересные факты
На левой руке татуировки в японском стиле. По его словам Японией он интересовался с самого детства.